# 北方革命协会
北方革命协会，清末资产阶级革命团体1911年12月14日成立于天津英租界内。由同盟会员胡鄂公、白逾桓、白毓昆等人联合共和会、铁血会、振武社、急进会、克复堂、北方共和团、共和革命党、女子北伐队、女子革命同盟等团体组成。推胡鄂公为会长。以“协助革命军北伐，崇奉孙中山三民主义”为宗旨，策动北方地区反清起义。
1912年1月27日，密议组织北方革命军总司令部，1月29日在天津发动起义。因起义信号提前误发，队伍仓卒集中，攻打金刚桥和直隶总督署均失利，起义流产。2月，清帝溥仪退位后遂告解体。